# Phare de Mouro
Le phare de Mouro est un phare situé sur l'île de Mouro, à l'entrée de la Baie de Santander, dans la province de Cantabrie en Espagne.
Il est géré par l'autorité portuaire de Santander.

## Histoire
Ce phare est mis en service le 15 février 1860. Sa conception est similaire à d'autres phares de pierre qui illuminent la côte anglaise, avec une tour conique blanche située au centre d'une maison d'un étage où vivent les gardiens du phare. Ils y résident jusqu'à 1921, en étant resté bloqué sur l'île à plusieurs reprises à cause de violentes tempêtes. Au départ, la balise est alimentée par une lampe à mèche, qui est remplacée en 1920 par un brûleur à flamme nue sur un système optique rotatif. En 1989, l'alimentation en gaz utilisée jusqu'ici est remplacée par l'énergie solaire photovoltaïque et la lanterne originale est changée pour une autre. En 2004, un hélicoptère réinstalle une nouvelle lanterne lors d'une rénovation du phare.
La hauteur focale du phare est de 39 mètres au-dessus du niveau de la mer, et la tour de 19 m émet trois éclats blancs toutes les 21 secondes visibles jusqu'à 11 milles nautiques (environ 17 km).
Identifiant : ARLHS : SPA153 ; ES-01150 -Amirauté : D1554 - NGA : 2020 .
|              |
| Île de mouro |

|                         |
| Les phares de Cantabrie |

|         |
| Tempête |

## Tragédies
Une forte tempête a eu lieu en 1865 et l'un des gardiens a perdu la vie après avoir été balayé par une vague et être tombé dans la mer. Au cours d'une tempête en 1896 l'un des deux gardiens de phare mourut sur le coup et l'autre n'eut pas d'autre choix que de vivre plusieurs jours avec le corps de son partenaire.
En février 1996, une autre tempête a détruit le système d'éclairage et le phare est resté plusieurs jours en inactivité à cause de l'impossibilité immédiate d'y accéder et de le réparer.

### Lien connexe
- Liste des phares d'Espagne